# AT4
Az AT4 egy vállról indítható, eldobható, hátrasiklás nélküli lövegek elvén működő fegyver, amelyet a svéd Saab hadipari konszern fejleszt és gyárt. Az elsősorban harckocsik és más páncélozott járművek ellen kifejlesztett eszköznek már számos változata létezik. A páncéltörő fegyver alapváltozata (AT4 HEAT) 350 mm, míg a továbbfejlesztett változat (AT4CS HP) 420 mm homogén acélpáncélzat átütésére képes mintegy 300 méter távolságból.  Ezek az áttörési értékek ma már elégtelenek modern harckocsikkal szemben, azonban más könnyebben páncélozott célok és épületek ellen még mindig hatásosak. Az AT4 korszerű harckocsikra felülről, hátulról vagy bizonyos esetekben oldalról indítva jelenthet veszélyt – különösen városi harcban.  

Korlátai ellenére az egyszerűsége és kedvező ára miatt az AT4 a világ egyik legelterjedtebb páncéltörő fegyvere: több mint 15 ország hadereje használja világszerte. Az AT4 egyik legnagyobb vásárlója az Amerikai Egyesült Államok hadereje, amely több mint 600 ezer darabot szerzett be az 1982-es rendszeresítése óta. Katonai segély keretében mintegy 5000 darabot kapott Ukrajna hadereje is 2022 márciusában, amelyet a fotók tanúsága szerint aktívan használnak a megszálló orosz csapatok ellen.

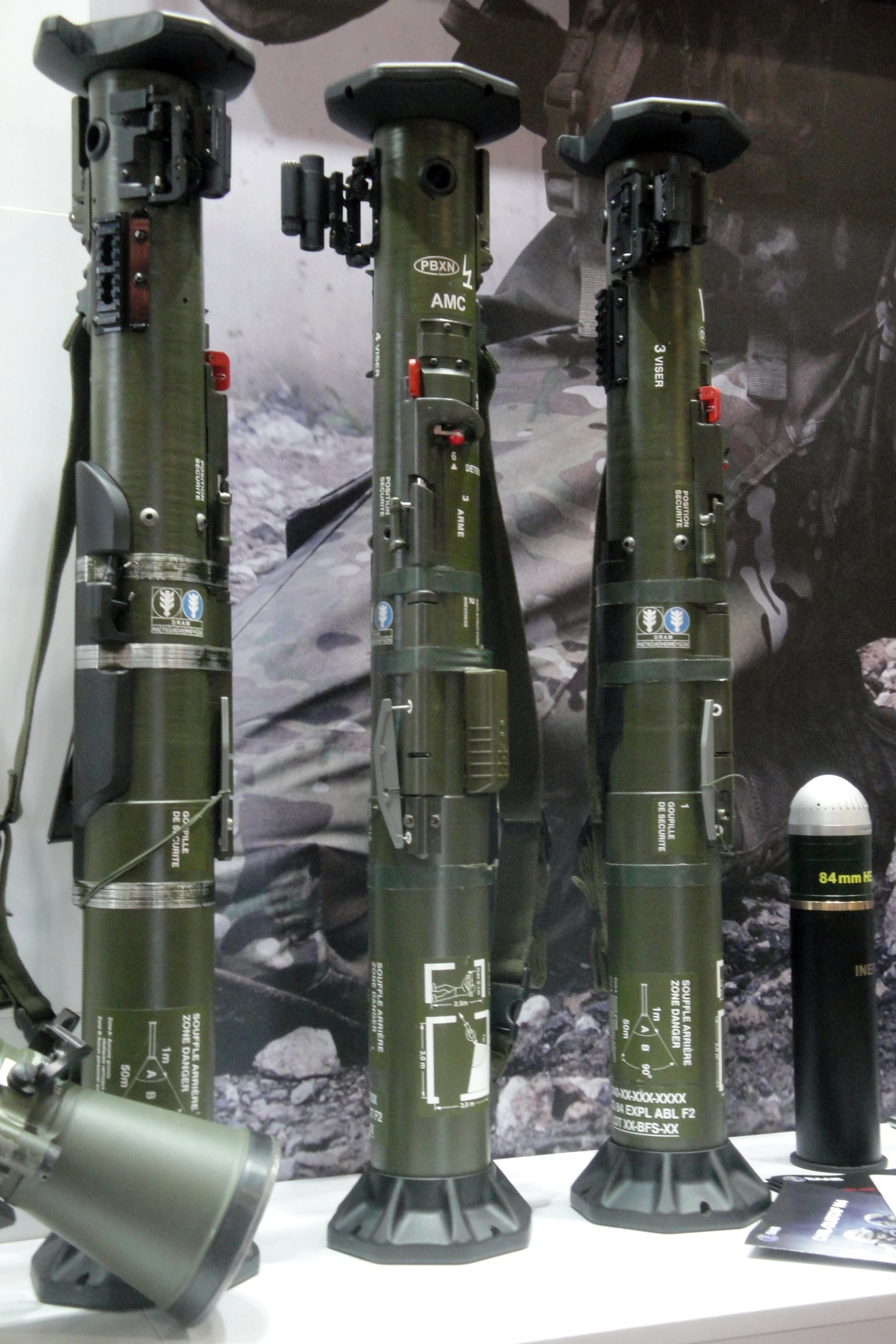
AT4-esek egy kiállításon
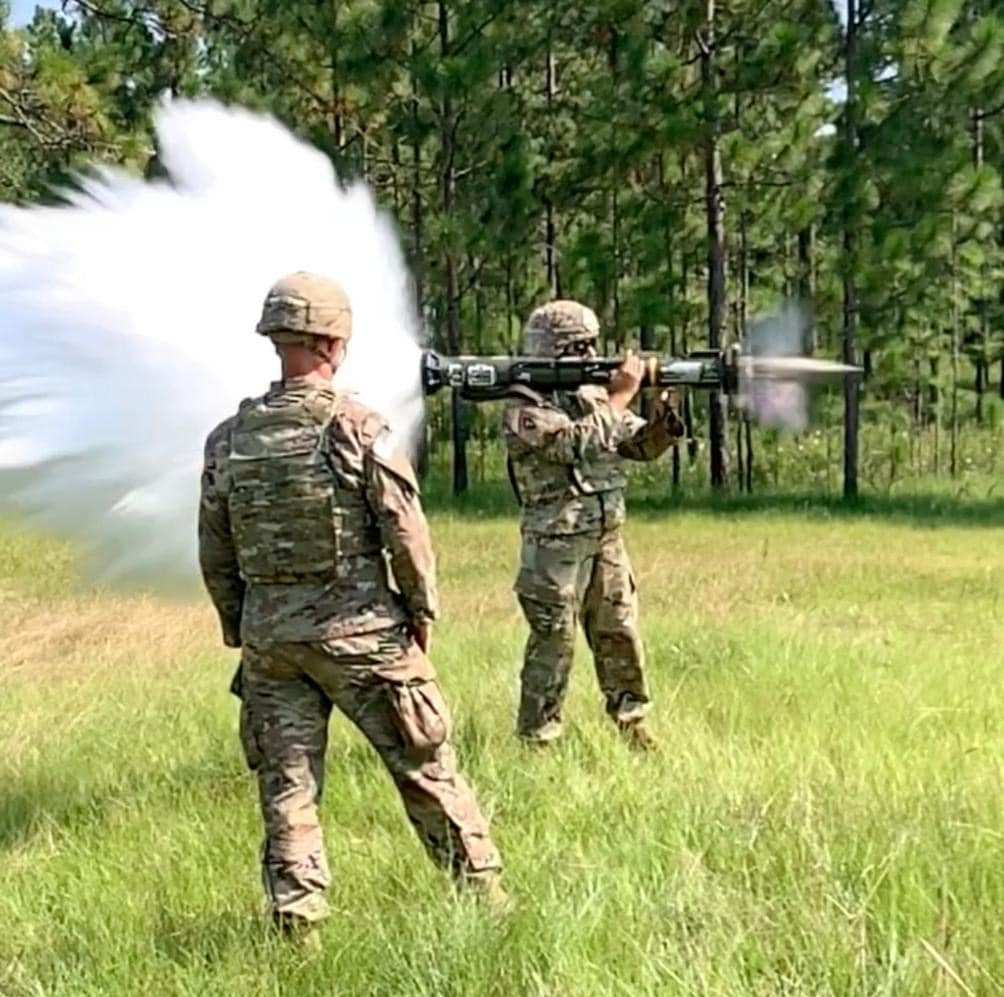
A kilövés pillanata
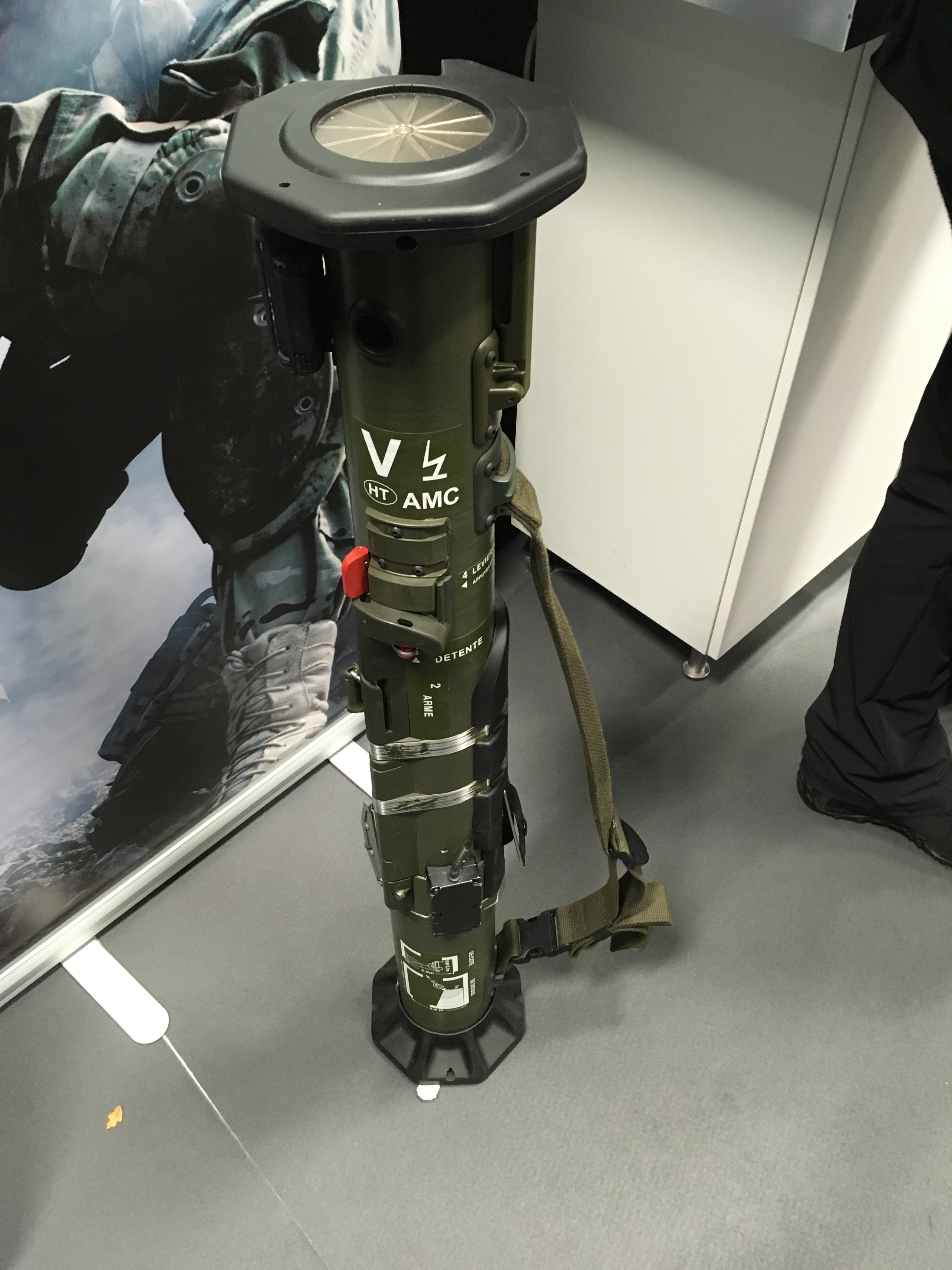
AT4
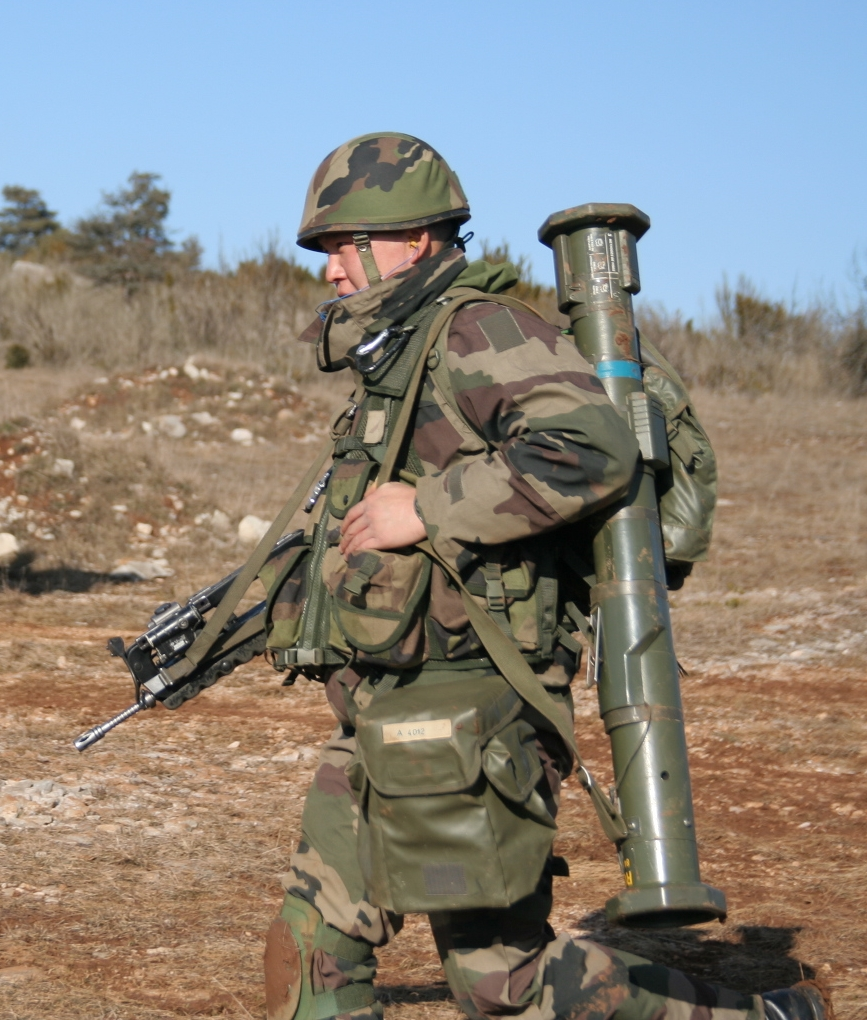
Francia idegenlégiós az AT4 egy korai változatával